# Piperska palatset
Piperska palatset, også Piperska huset, oprindeligt Falkenbergska huset, er et 1600-talspalads i Memnon-karrén på Munkbrogatan 2 i Gamla stan i Stockholm.
Den blev tegnet af stadsarkitekten Nicodemus Tessin den yngre til grev Carl Piper.